# Lady Jay Dee
Judith Daines Wambura Mbibo, född den 15 juni 1979, mer känd som Lady Jay Dee, är en tanzaniansk pop-, RNB- och Bongo Flava-artist.

## Bakgrund
Judith Wambura föddes i regionen Shinyanga den 15 juni 1979 av Martha och Lameck Isambua Mabibo. Hon började sjunga redan vid sju års ålder, huvudsakligen i kyrkan. Wambura har samarbetat med ett antal olika skivbolag, såsom Clouds FM, MJ Records, FM Studio och Bakunde Production.

## Karriär
Lady Jay Dee började släppa musik under slutet av 1900-talet och början av 2000-talet, i och med debutalbumet Tears, från vilken ett antal singlar släpptes. Hon äger en egen studio vid namn Jag Records. Hon utsågs till den bästa tanzanianska kvinnliga R&Bartisten 2002, och belönades med "Best R&B Album" vid Tanzania Music Awards den 6 augusti 2004. I juli 2005 fick hon ett pris för bästa kvinnliga video i Södra Afrika. Hon var en av de första att sjunga RNB på swahili.

## Diskografi

### Album
- Machozi (2000)
- Binti (2003)
- Moto (2005)
- Shukrani (2007)